# Тройницкий, Александр Николаевич
Александр Николаевич Тройницкий (28 сентября [10 октября] 1869, Самара — неизвестно) — русский государственный деятель, семипалатинский и  тульский губернатор, действительный статский советник.

## Биография
Александр Николаевич Тройницкий родился 28 сентября (10 октября) 1869 года в дворянской семье в городе Самаре Самарской губернии, ныне город — административный центр Самарской области. 
Отец — советник Самарского губернского правления (впоследствии рязанский и вятский губернатор) Николай Александрович Тройницкий (1842—1913), мать Варвара Ивановна, урождённая княжна Козловская (1850—1869). Мать скончалась через полтора месяца после его рождения.

### Образование и карьера
- 20 мая (1 июня)  1891 года — окончил Императорское училище правоведения с чином титулярного советника и поступил на службу в Министерство внутренних дел[1].
- С июня 1891 года — чиновник особых поручений при Олонецком губернаторе М. М. Весёлкине[1].
- С июля 1892[2] — директор Петрозаводского губернского тюремного комитета[1].
- С марта 1893 — старший чиновник особых поручений при Черниговских губернаторах М. М. Весёлкине и Е. К. Андреевском[1].
- С января 1895 — советник Орловского губернатора А. Н. Трубникова[1].
- С октября 1896 — на службе в земском отделе МВД. Участвовал в проведении первой всеобщей переписи населения 1897 года[1].
- С апреля 1898 — непременный член Ставропольского губернского присутствия[1].
- С декабря 1900 — директор Ставропольского губернского попечительства о тюрьмах[1].
- С 30 мая (12 июня)  1902 года до 5 (18) апреля 1908 года[3]  — Тобольский вице-губернатор, статский советник. С 1902 года Тройницкий[4] был назначен цензором «Сибирского листка». Он очень строго относился «к представляемому цензору материалу» и часто перечеркивал статьи самого невинного и типичного для всех провинциальных газет содержания. В его требования входило и то, чтобы во всех фельетонах из местной жизни приводились полные имена и фамилии упомянутых лиц, дабы те имели возможность привлечь автора и редакцию к судебной ответственности. Препятствия, возводимые вице-губернатором Тройницким для оппозиционной прессы не ограничивались цензурой, так, например, в 1906 году с распространением разрешённой  «Крестьянской газеты» возникли трудности, но  Тройницкий запретил пересылать её по земской почте[5]. Расследовал события в Кургане, происшедшие 19 октября (1 ноября)  1905 года, когда там произошли столкновения демонстрантов (железнодорожников, рабочих и учащихся железнодорожного училища) с правительственными войсками. Были ранены 40 человек, двое из них скончались. 10 (23) октября 1906 года Александр Николаевич был снова направлен в Курган для предотвращения и пресечения ожидаемых беспорядков и в Ишим для расследования по особо порученным ему делам[1].
- 18 (31) декабря 1905 года заболевший Тобольский губернатор А. П. Лаппо-Старженецкий передал управление губернией вице-губернатору А. Н. Тройницкому, 31 декабря 1905 года (13 января 1906 года) вышел приказ об отставке Лаппо-Старженецкого[6]. Новый губернатор Н. Л. Гондатти был назначен 13 (26) января 1906 года.
- С 5 (18) апреля 1908 года по 1913 — временно исполняющий должность военного губернатора Семипалатинской области, статский советник[7]. В 1908 году докладывал генерал-губернатору Степного края, что находит «крайне вредным заселение Семипалатинской области немцами», «ибо немцы считаются элементом вредным для пограничной области и умышленно не передающим культуру русским людям»[8]
- 6 (19) декабря 1911 года, в день тезоименитства Николая II, произведён в чин действительного статского советника[1].
- 24 февраля (9 марта)  1914 года назначен Тульским губернатором, 22 апреля (5 мая)  1914 года вступил в должность. Семья Тройницкого занимала квартиру в доме губернаторской канцелярии на углу Николаевской (ныне ул. Свободы) и улицы Л. Толстого (дом сохранился до сих пор). Тройницкий состоял членом Тульской губернской ученой архивной комиссии[9].

### Аресты
- Около 5 утра 3 (16) марта 1917 года Тройницкий и вице-губернатор В. Н. Шеншин арестованы революционными рабочими и солдатами Тульского гарнизона  и помещены на гауптвахте на территории тульского кремля. После освобождения уехал в Петроград. Формально уволен со службы Указом Временного правительства от 31 марта (13 апреля)  1917 года на основании прошения об увольнении по болезни[1].
- В сентябре 1919 — арестован в Петрограде и заключен в тюрьму, позднее был освобождён.
- 23 мая 1924 — арестован в Анапе, приговорен к 3 годам ссылки на Урал и вместе с женой отправлен в Обдорск Уральской области (с ним в ссылке находилась его жена).
- В сентябре 1927 — находился в Шадринске Уральской области. По ходатайству Помполита из ссылки освобождён, вернулся в Ленинград, был безработным.
- Весной 1935 — выслан с женой и дочерью в Уфу на 5 лет как бывший царский чиновник и помещик.

### Дальнейшая судьба
Дальнейшая судьба А. Н. Тройницкого неясна. Сведения о том, что ему удалось эмигрировать во Францию, где в 1930-е годы он жил в пансионате в пригороде Парижа на пожертвования баронессы Марии Матавтиной-Маковской, вдовы художника Константина Егоровича Маковского, крайне сомнительны, тем более, что М. А. Матавтина скончалась в 1919 году.

## Награды
- Орден Святого Станислава I степени, 1915 год
- Орден Святого Владимира III степени, 1913 год
- Орден Святой Анны II степени, 1899 год
- Высочайшая благодарность «за отличный порядок во время пребывания в Туле 21 ноября 1914 года императора»,19 января (1 февраля)  1915 года
- Высочайшая благодарность «за труды, понесённые в условиях военного времени», 14 (27) ноября 1916 года.
- Медаль «В память царствования императора Александра III»
- Медаль «В память коронации императора Николая II»
- Медаль «За труды по первой всеобщей переписи населения»
- Медаль «В память 300-летия царствования дома Романовых»
- Медаль «За труды по отличному выполнению всеобщей мобилизации 1914», 12 (25) февраля 1916 года[1]
- Знак отличия «За труды по переселению и по земельному устройству за Уралом».
- 2 (15) июня 1914 года, уже будучи Тульским губернатором, Тройницкий был избран почётным гражданином Семипалатинска, Павлодара и Усть-Каменогорска[1].

## Семья
Тройницкие, как и почти все малороссийские дворянские роды имеют легенду о польско-шляхетском своём происхождении.
Родоначальник — Павел Тройницкий (? — до 1740), Полтавский полковой писарь, сотник Келебердянский (1717, 1730). У него внук Григорий Устинович (1774—1812), майор Ладожского пехотного полка, умер от ран, полученных в бою под Салтановкой. У него сын (дед Александра Николаевича) Александр Григорьевич Тройницкий (1807—1871) — товарищ министра внутренних дел, член Государственного совета Российской империи, тайный советник. 
- Отец Николай Александрович Тройницкий (23 июля (4 августа)  1842 года — 10 (23) ноября 1913 года), рязанский и вятский губернатор, действительный тайный советник, сенатор.
- Мать Варвара Ивановна (урожд. княжна Козловская, 1850 год — 8 (20) ноября 1869 года), дочь князя Ивана Дмитриевича Козловского (1814—1860)[13].
- Мачеха Анастасия Евгеньевна (урожд. Якушкина, 1852—1923), дочь юриста Е. И. Якушкина, внучка декабриста И. Д. Якушкина.
  - Сестра Варвара (6 (18) сентября 1871 года, Ярославль — ?)
  - Сестра Мария (17 (29) июня 1875 года, Симбирск — 18 июня 1921 года, Петроград)
  - Брат Николай (17 (29) мая 1877 года — 15 сентября 1921 года), товарищ прокурора Митавского окружного суда,  надворный советник], в 1921 году - секретарь Управления Мурманской железной дороги, женат на Ольге Николаевне урождённой Шихмановой, в браке три сына: Николай (1903—?), Михаил (1906—?) и Владимир (1908—?).
  - Брат Сергей (19 (31) августа 1882 года — 2 февраля 1948 года), директор Эрмитажа в 1918—1927 годах[14].
  - Брат Леонид (9 (21) апреля 1885 года — ?), прапорщик.
- Первая жена — Анна Алексеевна урождённая Игнатьева (в разводе с 1907 года)
  - Дочь — Варвара Александровна Тройницкая (6 (18) октября 1897 года — ?)
- Вторая жена — Софья Дмитриевна урождённая Бологовская (1882—?)  выпускница медицинского училища, в браке с А. Н. Тройницким с 1909 года[1], в 1910 работала медсестрой в больнице Санкт-Петербурга. В ссылке вместе с мужем в Обдорске (1924), в Шадринске (1927), в Уфе (с 1935)[15].
  - Дочь[15] (возможно была одна дочь Варвара от первого брака)